# 和盛府
和盛府（越南语：／）是越南阮朝時期的一個府，主要位於今天前江省。原屬嘉定省和定祥省。
紹治元年（1841年），嘉定省增設和盛府，嘉定省新安府析置新盛縣和定祥省建安府新和縣改隸和盛府。
嗣德五年（1852年），和盛府併入新安府。